# Wilhelm Michler
Wilhelm Michler (Schmerbach, 27 dicembre 1846 – Rio de Janeiro, 27 novembre 1889) è stato un chimico tedesco.
Allievo di Viktor Meyer, si spostò a Rio de Janeiro, ove insegnò a lungo. A lui si devone importanti ricerche su ammine ed urea.